# Бонча-Куніна
Бонча-Куніна (пол. Bącza-Kunina) — село в Польщі, у гміні Навойова Новосондецького повіту Малопольського воєводства.
Населення — 655 осіб (2011).
У 1975-1998 роках село належало до Новосондецького воєводства.

## Демографія
Демографічна структура станом на 31 березня 2011 року:
|          | Загалом | Допрацездатний вік | Працездатний вік | Постпрацездатний вік |
| -------- | ------- | ------------------ | ---------------- | -------------------- |
| Чоловіки | 323     | 101                | 194              | 28                   |
| Жінки    | 332     | 100                | 177              | 55                   |
| Разом    | 655     | 201                | 371              | 83                   |